# 禧嬪張氏
禧嬪 張氏（きひん ちょうし、ヒビン チャンシ、順治16年9月19日（1659年11月3日） - 康熙40年10月10日（1701年11月9日））は、李氏朝鮮の第20代国王景宗の生母。第19代国王粛宗の側室。中人（チュンイン 平民）出身の王妃（後に嬪に降格）。張禧嬪（ちょう きひん、チャン ヒビン）とも呼ばれる。実名は玉貞（オクチョン）。本貫は仁同張氏。諡号は大嬪宮玉山府大嬪。

## 生涯
張氏は時期は不明だが、第16代国王仁祖の継妃で粛宗の義理の曾祖母に当たる荘烈大王大妃の針房内人（チムバンナイン。宮中で針仕事を担当する部署の女官）として宮中に入った。幼くして父を亡くし、家計が苦しい為に女官となったという。これも時期は不明だが、粛宗からの寵愛を受けた。しかしながら、1680年10月から1681年3月の間に宮廷から追われた。明聖王后(粛宗の母)から快く思われなかった為であった。
当時の朝鮮では西人派と南人派の党派争いが展開されており、西人派が仁顕王后閔氏を後ろ盾に政権を握っていた。しかし仁顕王后は王妃に立てられてから6年を経ても子供に恵まれなかった。そこに目をつけた荘烈大王大妃を始めとする南人派は康熙25年（1686年）に「美貌に秀でた」張氏を再度、後宮に送りこみ、承恩尚宮（スンウンサングン、正五品に相当）とした。
張氏は1686年12月10日に「淑媛」（スグォン、従四品に相当）に立てられ、さらに1688年に「昭儀」（ソイ、正二品に相当）へと昇進し、同年10月27日には王子李昀（後の景宗）を産む。康熙28年（1689年）1月15日にはその功労によって「嬪」（ピン、正一品に相当。側室の最上位）に昇進し「禧嬪（ヒビン）」と号され、李昀は王世子に立てられた。さらに同年5月2日、仁顕王后は廃され、1690年10月22日に張氏が王妃に冊立された（己巳換局）。中人(チュンイン/平民)出身の王妃の冊立によって西人派の専横に終止符が打たれたが、替って南人派が権力を握ることになった。
一方、西人派では金春澤を中心に仁顕王后の復位運動（「閔氏重定運動」）が展開された。南人派の権力がかつての西人派のように増長することを危惧した粛宗が、仁顕王后を妃に復位することで張氏を後ろ盾にする南人派を牽制しようと企んだことにより、康熙33年（1694年）4月12日には張氏は王妃から「嬪」に降格され仁顕王后が復位した（甲戌換局）。
康熙40年（1701年）に仁顕王后が病没すると、西人派は王妃の死は張氏が巫女を使って呪詛したためだと誣告した。その結果、1701年11月9日、張氏は粛宗から賜薬により処刑された。享年42。

## 評価
俗に燕山君の後宮張緑水、中宗の王妃文定王后に仕えた鄭蘭貞とともに「朝鮮三大悪女」、「朝鮮三大妖女」と呼ばれる。（尚、「三大悪女」の候補には他に、成宗の時代に王家に連なる名門に嫁しながら多くの男と関係を持った於乙于同、光海君の時代に暗躍した金介屎（金尚宮）、李朝末期の明成皇后（閔妃）等もあり、これらを合わせて「四大妖女」「五大妖女」等と呼ぶ説もある。）
禧嬪張氏の人物像は、粛宗時代のことを記した朝鮮実録がもとになっているが、編集を完了したのは英祖の時代であり、その母 淑嬪崔氏は禧嬪張氏と対立していたため、禧嬪張氏に不利な内容になった可能性もあり、本当に根の腐った人物だったかは不明である。
しかし、熾烈を極めた宮廷の権力争いの中、中人という決して高くない身分から王妃になった彼女の生涯は「劇的」「悲劇的」などと関心をもたれ、現在の韓国では、しばしば文学や映画、テレビドラマの題材に取り上げられる。

## 家族
二人の息子を儲けたが、長男は子が無く、次男は夭逝したため彼女の血を引く子孫はいない。
- 父 - 張炯（1623年-1669年 玉山府院君と追号）
- 母 - 坡山府夫人 坡平尹氏（1626年-1698年 後妻であった。）
- 兄 - 張希載（1651年-1701年 同腹の兄。斬首刑に処せられた。）
- 夫 - 粛宗 第19代国王
  - 長男 - 景宗
  - 嫁 - 端懿王后沈氏
  - 嫁 - 宣懿王后魚氏
  - 次男 - 李盛壽（1690年、夭逝）

## 登場作品

### 映画
- 張禧嬪（1961年、日本未公開） 演 - キム・ジミ、監督 - チョン・ジョンファ
- 妖花張禧嬪（1968年、日本未公開） 演 - ナム・ジョンイム、監督 - イム・グォンテク

### テレビドラマ
- 張禧嬪（1971年、MBC、日本未公開） 演 - ユン・ヨジョン
- 張禧嬪（1981年、MBC、日本未公開） 演 - イ・ミスク
- 朝鮮王朝500年 仁顕王后（1988年、MBC、日本未公開） 演 - チョン・イナ
- 妖婦 張禧嬪（1995年、SBS） 演 - チョン・ソンギョン
- 張禧嬪［チャン・ヒビン］（2002年-2003年、KBS） 演 - キム・ヘス
- トンイ（2010年、MBC） 演 - イ・ソヨン(日本語吹き替え版声優 - 林真里花)
- イニョン王妃の男（2012年、tvN） 演 - チェ・ウリ
- チャン・オクチョン-張禧嬪-（2013年、SBS） 演 - キム・テヒ(日本語吹き替え版声優 - 石塚理恵)
- テバク〜運命の瞬間〜（2016年、SBS） 演 - オ・ヨナ